# Hendrikje van Andel-Schipper
Pour les articles homonymes, voir Schipper.
Hendrikje van Andel-Schipper (29 juin 1890 à Smilde - 30 août 2005 à Hoogeveen) est une supercentenaire hollandaise décédée à l'âge de 115 ans et 62 jours. Elle était la deuxième personne la plus âgée au monde (après Maria Capovilla) au moment de son décès. Après sa mort, l'examen de son cerveau a montré une quasi absence de problèmes (tels que maladie d'Alzheimer ou autre maladie liée à l'âge).
Elle est la personne la plus âgée ayant vécu aux Pays-Bas.